# Taylor Mitchell
Taylor Mitchell, właściwie Taylor Josephine Stephanie Luciow (ur. 27 sierpnia 1990 w Toronto, zm. 28 października 2009 w Halifaksie) – kanadyjska piosenkarka folkowa, rozszarpana ze skutkiem śmiertelnym przez młode kojoty podczas spaceru na szlaku Skyline w kanadyjskim Parku Narodowym Cape Breton Highlands w Nowej Szkocji.

## Rys biograficzny
Mitchell urodziła się i wychowała w Toronto. Ukończyła kierunek musicalowy w liceum sztuk pięknych Etobicoke School of the Arts.

## Kariera
W marcu 2009 wydała samodzielnie album pt. For Your Consideration. W czerwcu 2009 została zaproszona na Winnipeg Folk Festival, który odbył się w lipcu. Na kilka dni przed śmiercią została nominowana do corocznej ogólnokrajowej nagrody Canadian Folk Music Award for Young Performer of the Year.
23 października rozpoczęła tournée po wschodnich prowincjach Kanady. Miała wystąpić w miastach i miasteczkach Nowego Brunszwiku, Nowej Szkocji oraz Wyspy Księcia Edwarda. W dniu śmierci miała zaplanowany występ w pobliskim Sydney.
Pośmiertnie album For Your Consideration został udostępniony przez iTunes Store.

## Okoliczności śmierci
Po południu 27 października 2009 Taylor Mitchell spacerowała samotnie 8-kilometrowym szlakiem – pętlą Skyline – w Parku Narodowym Cape Breton Highlands na wyspie Cape Breton w Nowej Szkocji. Została wtedy zaatakowana przez dwa kojoty. Inni spacerowicze, którzy znajdowali się w pobliżu, udzielili jej pomocy, odstraszyli zwierzęta i wezwali pogotowie. Zabrano ją karetką do pobliskiego szpitala w miasteczku Chéticamp, a następnie, w stanie krytycznym, przetransportowano ją śmigłowcem do szpitala Queen Elizabeth II Health Sciences Centre w Halifaksie – stolicy prowincji. Mitchell zmarła o 3:30 w nocy z powodu dużej utraty krwi.

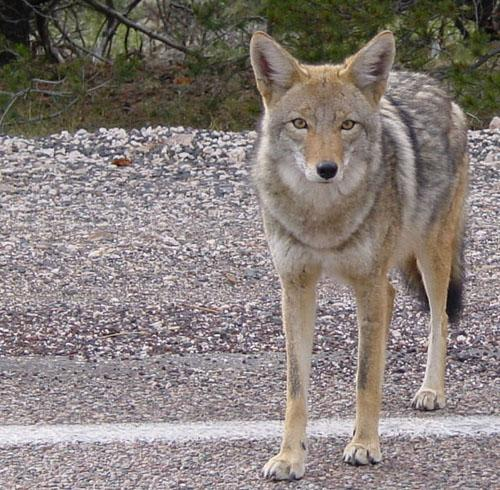
Kojot w Arizonie. Wschodnioamerykańskie kojoty są większe, do pewnego stopnia skrzyżowane z wilkami i osiągają rozmiary dorosłych w pierwszym roku życia

W trakcie udzielania pomocy funkcjonariusz Kanadyjskiej Królewskiej Policji Konnej (RCMP) strzelił do kojota, raniąc go, jednak nie zdołał później odnaleźć jego ciała. Wieczorem funkcjonariusze parku napotkali innego kojota i zabili go, lecz nie miał on żadnych ran postrzałowych na ciele. Szacuje się, że w tym czasie, w okolicy szlaku Skyline znajdowało się około 5 kojotów.
W wywiadzie udzielonym „The Gazette”, Brad White, ekspert od kojotów z Trent University w Peterborough w prowincji Ontario, powiedział, że zwierzęta mogły stanowić skrzyżowanie kojota z wilkiem, znane jako coywolf. Z drugiej strony Don Anderson, biolog pracujący dla Nova Scotia Department of Natural Resources, zaprzeczył tej tezie, albowiem wilki nie występują w Nowej Szkocji, ani w Nowym Brunszwiku. Stan Gehrt, specjalista od kojotów na Ohio State University, zasugerował, że być może kojoty były chore na wściekliznę.
Według miejscowego biologa Boba Bancrofta – były to młode, jednoroczne, niedoświadczone i z tego powodu najprawdopodobniej wygłodniałe kojoty, u których instynkt łowiecki został wyzwolony przez próbę ucieczki ofiary, która zamiast uciekać powinna przeciwstawić się zwierzętom oraz postraszyć je gestami i głosem.
Był to pierwszy przypadek śmiertelnego ataku kojota na człowieka w Nowej Szkocji od czasu, kiedy zostały one przesiedlone na wyspę Cape Breton w latach 70. ubiegłego wieku przez funkcjonariuszy parku w celu ograniczenia populacji zajęcy, które obgryzały sadzonki drzew.
Obecnie znane są zaledwie dwa przypadki śmiertelnego w skutkach ataku kojota na człowieka w Ameryce Północnej. Pierwszy miał miejsce na trzyletnią dziewczynkę w Kalifornii w 1981.

## Dyskografia
Albumy
- For Your Consideration, 2009 (wytwórnia: Back Road Tavern Productions, Toronto)